# 烏羅扎伊涅 (扎波羅熱州)
47°12′35″N 35°57′10″E / 47.20972°N 35.95278°E
烏羅扎伊涅是位於烏克蘭東南部的村莊，由扎波羅熱州波洛希區的托克馬克市鎮負責管轄。該村始建於1958年，面積0.62平方公里，海拔高度118米，2001年人口464，人口密度每平方公里746人。2022年3月，當地被俄罗斯控制。